# Eldorado A
L'Eldorado A fu uno strumento medico usato nella telecobaltoterapia, creato dalla società Eldorado Mining & Refining Ltd. nel 1951 a London, in Canada.

## Storia

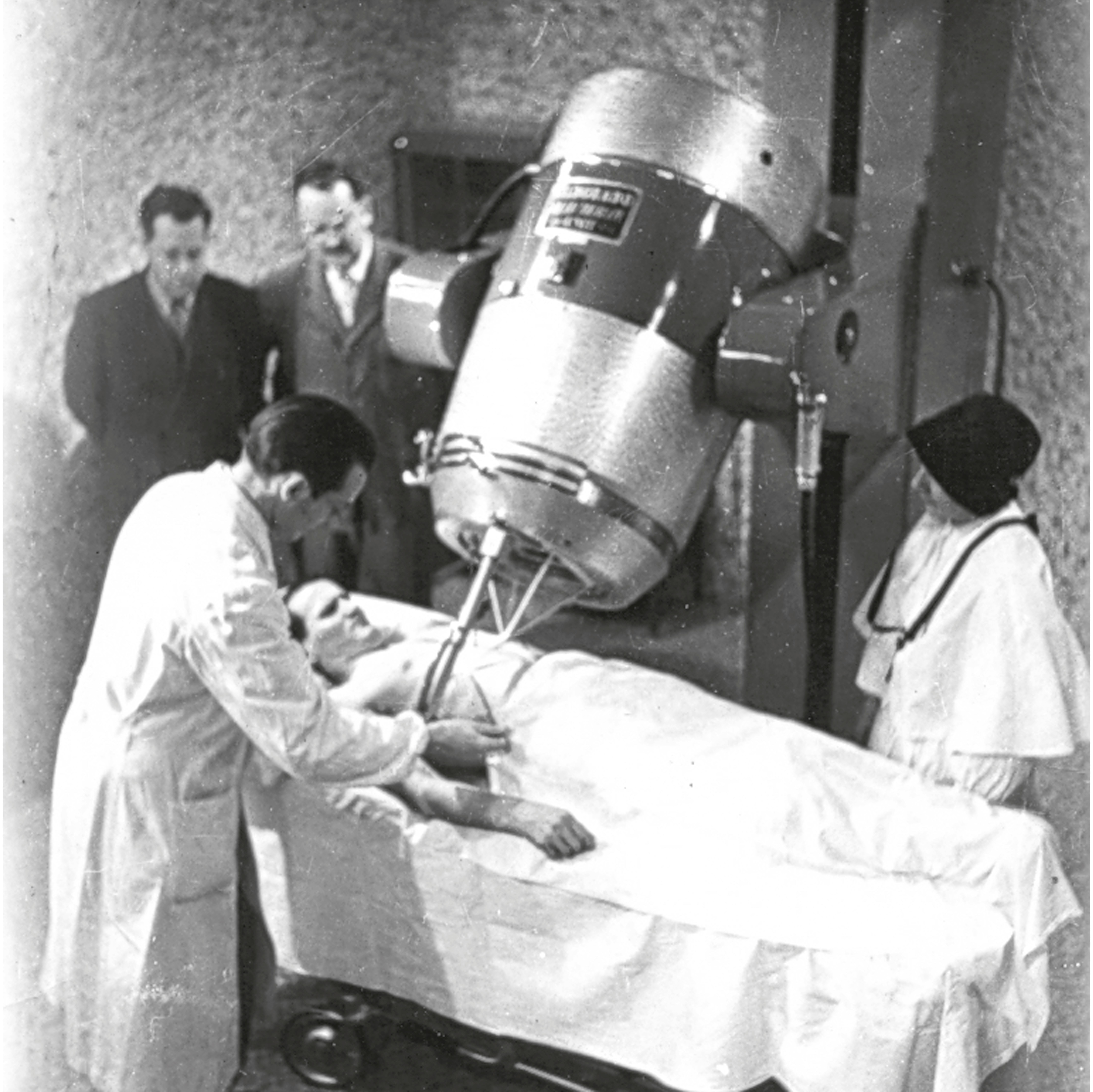
L'Eldorado A in funzione all'ospedale San Lorenzo di Borgo Valsugana

L'idea di un nuovo metodo di cura del tumore, diverso da quello fino ad allora utilizzato, cominciò a farsi strada alla fine degli anni quaranta, dopo che gran parte delle cliniche aveva incontrato problemi relativamente all'utilizzo delle sorgenti radianti a base di radio, sia per l'impossibilità di curare alcuni tipi di tumori, in particolare i tumori profondi, sia per i costi che tale materiale aveva, dovuti alla difficoltà di estrazione, produzione e manipolazione. Il radio inoltre aveva la grave pecca di investire, durante l'irraggiamento del tumore, parte dei tessuti sani con radiazioni beta, altamente ustionanti. La soluzione venne proposta dalla società canadese Eldorado attraverso l'utilizzo dell'isotopo 60 del cobalto. 
Il cobalto 60 era il miglior ritrovato in materia di radioterapia, grazie alle sue proprietà particolari: poteva essere inserito nella testata dell'apparecchio, posto a una certa distanza dal paziente, riducendo di conseguenza a zero la radiazione beta ustionante, che veniva bloccata dall'aria. Inoltre la radiazione gamma, quasi monocromatica, era più facilmente direzionabile. Per ultimo, in termini economici, il cobalto era più economico, anche in considerazione del fatto che il suo tempo di dimezzamento era di 5,3 anni e che quindi la sorgente poteva essere sostituita ogni 5 anni circa.
Nel 1949 i lavori per la costruzione della bomba iniziarono in Canada, sia da parte della società Eldorado che da parte di un gruppo di ricercatori dell'Università di Saskatchewan. Entrambi i gruppi dovettero risolvere problemi relativi alla struttura (che avrebbe dovuto essere sufficientemente pesante per schermare la radiazione e per autosostenersi, ma nel contempo essere molto versatile per un facile trasporto e il montaggio presso l'ospedale), e all'efficienza e alla comodità d'uso durante le operazioni. Nel luglio del 1951 il primo prototipo di bomba al cobalto venne ultimato e fu chiamato "Eldorado A", dal nome dell'azienda produttrice: il macchinario portava ad un'esposizione di 21 röntgen al minuto e aveva un'attività di 1000 curie. Pochi mesi dopo, in ottobre, entrò in azione a London, nell'Ontario, curando il primo paziente con il nuovo metodo, mentre nei giorni successivi, a Saskatchewan, venne installata nell'Università la seconda unità di telecobaltoterapia del mondo.

## Funzionamento
Durante la fase di creazione della bomba al cobalto, i principali problemi che emersero erano per lo più relativi alla parte tecnica. Per prima cosa si doveva trovare un modo per regolare il fascio radiante a seconda dell'estensione del tumore; in secondo luogo si doveva permettere ai medici e ai tecnici di interrompere in qualsiasi momento il fascio di radiazione, se necessario. Ciò si risolse con l'ideazione di un otturatore al mercurio, azionato mediante un compressore che ne controllava l'apertura e la chiusura.
Per facilitare la fuoriuscita di radiazioni in punti fissati, si idearono delle schermature in piombo, rivestite in acciaio per evitare eventuali deformazioni del piombo con il passare del tempo. 
Le difficoltà nel trasporto di grande quantità di macchinari vennero annullate dalla progettazione di un'unità di telecobaltoterapia scomponibile in più parti, più leggere e pratiche nel trasferimento. L'insieme dei macchinari necessari per il cambio della sorgente radioattiva era comandato a distanza per mezzo di comandi elettronici e meccanici per schermare le radiazioni.

## Vantaggi
L'Eldorado A presentava parecchi vantaggi rispetto alle macchine utilizzate all'epoca per la terapia contro i tumori, macchine che utilizzavano i raggi x e il radio. Infatti il cobalto-60 utilizzato dalla macchina, che era prodotto nel reattore NRX prima e nel reattore NRU poi, possedeva un'attività specifica elevata, fra i 20 e i 60 Curie al grammo, l'equivalente in energia radioattiva di una quantità di 32-96 grammi di radio. Un altro vantaggio era dovuto al tempo di dimezzamento del cobalto-60, che è di 5,3 anni e che comportava una sostituzione meno frequente della sorgente e una sua durata maggiore; oltre ad essere più economico, il cobalto-60 non emanava durante il decadimento il radon, gas radioattivo, a differenza del radio, e il suo modello di decadimento era molto più semplice e prevedibile, consentendo un dosaggio molto preciso.
Infine la radiazione rilasciata dall'Eldorado A era paragonabile in quantità a quella rilasciata da una macchina a raggi X di 3 MV ed era possibile concentrare il fascio delle radiazioni per ridurre i danni alla pelle e ai tessuti sani del paziente.